# (37705) 1996 GD20
1996 GD20 (asteroide 37705) é um asteroide da cintura principal. Possui uma excentricidade de 0.10037530 e uma inclinação de 4.68479º.
Este asteroide foi descoberto no dia 15 de abril de 1996 por Eric Walter Elst em La Silla.